# Morti nel 2007/Gennaio
| Questa pagina contiene informazioni ricavate automaticamente dalle voci biografiche con l'ausilio del template Bio e di un bot. L'aggiornamento è periodico e automatico e ricostruisce completamente la pagina. Se manca una persona in questa lista, sei pregato di non aggiungerla, ma accertati piuttosto che la sua voce biografica contenga il template Bio e che i dati anagrafici siano correttamente compilati. Se il template Bio manca, inseriscilo tu stesso o, in alternativa, metti l'avviso {{tmp\|Bio}} che ne segnala la mancanza. Se i dati riportati sono sbagliati, correggi direttamente la voce biografica; le modifiche saranno visibili in questa lista entro pochi giorni. Per chiarimenti vedi il progetto biografie. La lista contiene solo le 166 persone che sono citate nell'enciclopedia e per le quali è stato implementato correttamente il template Bio. Pagina aggiornata al 18 lug 2025. |

- 1º gennaio - Thierry Bacconnier, calciatore francese (n. 1963)
- 1º gennaio - Tiberio Colantuoni, fumettista italiano (n. 1935)
- 1º gennaio - Leonard Fraser, serial killer australiano (n. 1951)
- 1º gennaio - Tillie Olsen, scrittrice statunitense (n. 1912)
- 1º gennaio - Lucia Mastrodomenico, giornalista e attivista italiana (n. 1952)
- 1º gennaio - Del Reeves, cantautore statunitense (n. 1932)
- 1º gennaio - Giuseppe Santonastaso, politico e ingegnere italiano (n. 1925)
- 1º gennaio - Darrent Williams, giocatore di football americano statunitense (n. 1982)
- 2 gennaio - Teddy Kollek, politico israeliano (n. 1911)
- 3 gennaio - Pietro Dalio, calciatore italiano (n. 1931)
- 3 gennaio - Christopher Greenbury, montatore britannico (n. 1951)
- 3 gennaio - Gino Lizzero, militare e partigiano italiano (n. 1917)
- 3 gennaio - Paek Nam-sun, politico nordcoreano (n. 1929)
- 3 gennaio - William Verity Jr., imprenditore e politico statunitense (n. 1917)
- 4 gennaio - Alfredo Libero Ferretti, fotografo italiano (n. 1919)
- 4 gennaio - Cathy Larmouth, modella statunitense (n. 1953)
- 4 gennaio - Roberto Mazzanti, allenatore di calcio e calciatore italiano (n. 1942)
- 4 gennaio - Sandro Salvadore, calciatore e allenatore di calcio italiano (n. 1939)
- 4 gennaio - Giuseppe Schirò, presbitero, archivista e storico italiano (n. 1927)
- 4 gennaio - Jan Schröder, ciclista su strada e pistard olandese (n. 1941)
- 4 gennaio - Marais Viljoen, politico sudafricano (n. 1915)
- 4 gennaio - Osman Waqialla, artista sudanese (n. 1925)
- 5 gennaio - Momofuku Andō, inventore e imprenditore giapponese (n. 1910)
- 5 gennaio - Kang Chang-gi, calciatore sudcoreano (n. 1928)
- 5 gennaio - Manabendra Shah, principe, politico e diplomatico indiano (n. 1921)
- 5 gennaio - Paolo Rizzi, critico d'arte e giornalista italiano (n. 1932)
- 5 gennaio - Giacomino Zirottu, storico italiano (n. 1946)
- 6 gennaio - Juan Manuel Alejándrez, calciatore messicano (n. 1944)
- 6 gennaio - Frédéric Etsou-Nzabi-Bamungwabi, cardinale e arcivescovo cattolico della Repubblica Democratica del Congo (n. 1930)
- 6 gennaio - Sneaky Pete Kleinow, musicista e compositore statunitense (n. 1934)
- 6 gennaio - Antonella Newland, giornalista e filantropa scozzese (n. 1922)
- 6 gennaio - Georg Tressler, regista e sceneggiatore austriaco (n. 1917)
- 7 gennaio - Gunnel Ahlin, scrittrice svedese (n. 1908)
- 7 gennaio - Angelo Majorana, psichiatra e psicologo italiano (n. 1910)
- 7 gennaio - Alessandro Parronchi, poeta, storico dell'arte e critico d'arte italiano (n. 1914)
- 8 gennaio - Giuseppe Angelini, politico italiano (n. 1920)
- 8 gennaio - Arthur Cockfield, funzionario e politico britannico (n. 1916)
- 8 gennaio - Yvonne De Carlo, attrice, cantante e ballerina canadese (n. 1922)
- 8 gennaio - David Ervine, politico britannico (n. 1953)
- 8 gennaio - Iwao Takamoto, regista, animatore e produttore televisivo statunitense (n. 1925)
- 8 gennaio - Gianni Toti, poeta, artista e giornalista italiano (n. 1924)
- 9 gennaio - Elena Petuškova, cavallerizza sovietica (n. 1940)
- 9 gennaio - Pierre Pierlot, oboista francese (n. 1921)
- 9 gennaio - Carlo Ponti, produttore cinematografico italiano (n. 1912)
- 9 gennaio - Cocoa Samoa, wrestler samoano americano (n. 1945)
- 9 gennaio - Adalberto Tedeschi, dirigente sportivo e imprenditore italiano (n. 1937)
- 9 gennaio - Jean-Pierre Vernant, storico della filosofia, storico delle religioni e antropologo francese (n. 1914)
- 9 gennaio - Emilio Zavattini, fisico italiano (n. 1927)
- 9 gennaio - Zeke Zawoluk, cestista statunitense (n. 1930)
- 10 gennaio - Johann Martin Baur, astronomo tedesco (n. 1930)
- 10 gennaio - Ignacio Garate, calciatore spagnolo (n. 1929)
- 10 gennaio - Federico Gorio, ingegnere e urbanista italiano (n. 1915)
- 10 gennaio - Karel Leysen, ciclista su strada belga (n. 1925)
- 11 gennaio - Edvige Bernasconi, giornalista italiana (n. 1938)
- 11 gennaio - Solveig Dommartin, attrice e regista francese (n. 1961)
- 11 gennaio - Donald Edward Osterbrock, astronomo statunitense (n. 1924)
- 11 gennaio - Robert Anton Wilson, scrittore e saggista statunitense (n. 1932)
- 12 gennaio - Alice Coltrane, pianista, organista e arpista statunitense (n. 1937)
- 12 gennaio - Jürg Federspiel, scrittore svizzero (n. 1931)
- 13 gennaio - Marcello Bonini Olas, attore italiano (n. 1917)
- 13 gennaio - Michael Brecker, sassofonista statunitense (n. 1949)
- 13 gennaio - Augustin Diamacoune Senghor, presbitero e attivista senegalese (n. 1928)
- 13 gennaio - Antonio Maglio, giornalista italiano (n. 1941)
- 13 gennaio - Henri-Jean Martin, storico francese (n. 1924)
- 14 gennaio - Darlene Conley, attrice statunitense (n. 1934)
- 14 gennaio - Anthony Giroux Meagher, arcivescovo cattolico canadese (n. 1940)
- 14 gennaio - Mario Molli, scenografo e attore cinematografico italiano (n. 1932)
- 15 gennaio - Awad Hamed al-Bandar, magistrato e politico iracheno (n. 1945)
- 15 gennaio - Bill Brown, cestista statunitense (n. 1922)
- 15 gennaio - Efisio Corrias, carabiniere, politico e dirigente sportivo italiano (n. 1911)
- 15 gennaio - Anita Falcidieno, cestista italiana (n. 1916)
- 15 gennaio - Barzan Ibrahim al-Tikriti, agente segreto iracheno (n. 1951)
- 15 gennaio - Francesco Mazzoni, filologo italiano (n. 1925)
- 15 gennaio - Alessandra Nibbi, egittologa italiana (n. 1923)
- 15 gennaio - René Riffaud, militare francese (n. 1898)
- 15 gennaio - Manfred Rulffs, canottiere tedesco (n. 1935)
- 15 gennaio - Colin Thurston, produttore discografico britannico (n. 1947)
- 15 gennaio - David Vanole, allenatore di calcio, calciatore e giocatore di calcio a 5 statunitense (n. 1963)
- 16 gennaio - Bo Yibo, economista e politico cinese (n. 1908)
- 16 gennaio - Ron Carey, attore statunitense (n. 1935)
- 16 gennaio - Mario Lucerna, artista e ceramista italiano (n. 1926)
- 16 gennaio - Benny Parsons, pilota automobilistico statunitense (n. 1941)
- 16 gennaio - Peter Ronson, ostacolista e attore islandese (n. 1934)
- 16 gennaio - Jainal Antel Sali Jr., rivoluzionario filippino (n. 1964)
- 16 gennaio - Gisela Uhlen, attrice tedesca (n. 1919)
- 17 gennaio - Alice Auma, politica ugandese (n. 1956)
- 17 gennaio - Arthur Buchwald, giornalista e scrittore statunitense (n. 1925)
- 17 gennaio - Rodrigo Flores, ingegnere e scacchista cileno (n. 1913)
- 17 gennaio - Giuseppe Gallizia, archivista svizzero (n. 1915)
- 17 gennaio - Luigi Giannella, militare e aviatore italiano (n. 1914)
- 17 gennaio - Andy Kostecka, cestista statunitense (n. 1921)
- 17 gennaio - Loretta Montemaggi, politica italiana (n. 1930)
- 17 gennaio - Uwe Nettelbeck, produttore discografico, giornalista e critico cinematografico tedesco (n. 1940)
- 17 gennaio - Paul Marie Nguyễn Minh Nhật, vescovo cattolico vietnamita (n. 1926)
- 17 gennaio - Umberto Rotondi, compositore italiano (n. 1937)
- 18 gennaio - Cyril Baselios Malancharuvil, arcivescovo cattolico indiano (n. 1935)
- 18 gennaio - Francesco Ruggiero, fisico italiano (n. 1957)
- 18 gennaio - Julie Winnefred Bertrand, supercentenaria canadese (n. 1891)
- 19 gennaio - Bam Bam Bigelow, wrestler statunitense (n. 1961)
- 19 gennaio - Rodolfo Bonacchi, calciatore italiano (n. 1938)
- 19 gennaio - Antonio Cristiani, avvocato e giurista italiano (n. 1925)
- 19 gennaio - Hrant Dink, giornalista e scrittore turco (n. 1954)
- 19 gennaio - Denny Doherty, cantautore canadese (n. 1940)
- 19 gennaio - Danilo Ferrari, ciclista su strada italiano (n. 1940)
- 20 gennaio - Paolo Ettorre, pubblicitario italiano (n. 1946)
- 20 gennaio - Riccardo Faini, economista e giornalista italiano (n. 1951)
- 20 gennaio - Murat Ismailovič Nasyrov, cantante russo (n. 1969)
- 20 gennaio - Richard Albert Vollenweider, ecologo svizzero (n. 1922)
- 21 gennaio - Maria Cioncan, mezzofondista rumena (n. 1977)
- 21 gennaio - Ali de Vries, velocista olandese (n. 1914)
- 22 gennaio - Abbé Pierre, presbitero, politico e partigiano francese (n. 1912)
- 22 gennaio - Aramis Ammannato, generale e aviatore italiano (n. 1914)
- 22 gennaio - Toulo de Graffenried, pilota automobilistico svizzero (n. 1914)
- 22 gennaio - Ramón Marsal, calciatore spagnolo (n. 1934)
- 22 gennaio - Ngô Quang Trưởng, generale vietnamita (n. 1929)
- 22 gennaio - Carlos Olivier, attore e medico venezuelano (n. 1952)
- 22 gennaio - Alvaro Zian, calciatore italiano (n. 1923)
- 23 gennaio - Everett Howard Hunt, agente segreto e scrittore statunitense (n. 1918)
- 23 gennaio - Ryszard Kapuściński, giornalista, scrittore e saggista polacco (n. 1932)
- 23 gennaio - Francesco Masala, poeta, scrittore e saggista italiano (n. 1916)
- 23 gennaio - Amos Meller, direttore d'orchestra e compositore israeliano (n. 1938)
- 23 gennaio - Leopoldo Pirelli, imprenditore italiano (n. 1925)
- 24 gennaio - Marcello Bonaccorsi, calciatore italiano (n. 1919)
- 24 gennaio - Vittorio Corona, giornalista italiano (n. 1947)
- 24 gennaio - Jean-François Deniau, politico, scrittore e giornalista francese (n. 1928)
- 24 gennaio - Wolfgang Iser, anglista tedesco (n. 1926)
- 24 gennaio - Walter Kern, presbitero e teologo austriaco (n. 1922)
- 24 gennaio - Guadalupe Larriva, politica ecuadoriana (n. 1953)
- 24 gennaio - Emiliano Mercado del Toro, supercentenario e militare portoricano (n. 1891)
- 24 gennaio - Peter Tompkins, agente segreto, saggista e scrittore statunitense (n. 1919)
- 24 gennaio - Karl Vaja, politico italiano (n. 1925)
- 25 gennaio - Bo Erias, cestista statunitense (n. 1932)
- 25 gennaio - Majid Khadduri, giurista e politologo iracheno (n. 1909)
- 26 gennaio - Krystyna Feldman, attrice polacca (n. 1916)
- 26 gennaio - Jean Ichbiah, informatico francese (n. 1940)
- 26 gennaio - Emanuele Luzzati, scenografo, animatore e illustratore italiano (n. 1921)
- 26 gennaio - Glen Tetley, danzatore e coreografo statunitense (n. 1926)
- 26 gennaio - Hans Wegner, designer danese (n. 1914)
- 26 gennaio - Gump Worsley, hockeista su ghiaccio canadese (n. 1929)
- 27 gennaio - Tige Andrews, attore statunitense (n. 1920)
- 27 gennaio - Majhemout Diop, politico e storico senegalese (n. 1922)
- 27 gennaio - Giuseppe Grossi, politico italiano (n. 1920)
- 27 gennaio - Arnold Johannessen, calciatore norvegese (n. 1937)
- 27 gennaio - Herbert Reinecker, scrittore, autore televisivo e produttore televisivo tedesco (n. 1914)
- 27 gennaio - Enrico Rufini, costumista e scenografo italiano (n. 1933)
- 28 gennaio - Uber Bacilieri, pugile italiano (n. 1923)
- 28 gennaio - Carlo Clerici, ciclista su strada svizzero (n. 1929)
- 28 gennaio - Beatrice Hsu, attrice taiwanese (n. 1978)
- 28 gennaio - Philippe Lacoue-Labarthe, filosofo francese (n. 1940)
- 28 gennaio - Teala Loring, attrice statunitense (n. 1922)
- 28 gennaio - Elena Romanova, mezzofondista russa (n. 1963)
- 28 gennaio - Karel Svoboda, compositore ceco (n. 1938)
- 28 gennaio - Emma Tillman, supercentenaria statunitense (n. 1892)
- 28 gennaio - Yang Chuan-Kwang, multiplista taiwanese (n. 1933)
- 29 gennaio - José D'Elía, sindacalista e politico uruguaiano (n. 1916)
- 29 gennaio - Nicholas Johnson, danzatore e attore inglese (n. 1947)
- 30 gennaio - Gian Chiarion Casoni, dirigente sportivo italiano (n. 1932)
- 30 gennaio - Koibla Djimasta, politico ciadiano (n. 1950)
- 30 gennaio - Stu Inman, cestista, allenatore di pallacanestro e dirigente sportivo statunitense (n. 1926)
- 30 gennaio - Griffith Jones, attore britannico (n. 1910)
- 30 gennaio - Sidney Sheldon, scrittore, sceneggiatore e regista statunitense (n. 1917)
- 30 gennaio - Franco Spisani, filosofo italiano (n. 1934)
- 31 gennaio - Lee Bergere, attore statunitense (n. 1918)
- 31 gennaio - Muhammad Jamal Khalifa, imprenditore saudita (n. 1957)
- 31 gennaio - Kirka, musicista finlandese (n. 1950)
- 31 gennaio - Arbën Minga, calciatore albanese (n. 1959)